# Juliane Engell-Günther
Juliane Engell-Günther (Bad Sülze, 3 augustus 1819 - Bazel, 25 september 1910) was een Duits-Zwitserse schrijfster en redactrice.

## Biografie
Juliane Engell-Günther was afkomstig uit het Groothertogdom Mecklenburg-Schwerin. Ze huwde met Hermann August Gustav Günther, een ingenieur. Van 1849 tot 1858 woonde ze met haar echtgenoot in het keizerrijk Brazilië, waar ze de leiding had over een school. Vervolgen woonde ze in Engeland, Frankrijk, Duitsland en Zwitserland. Van 1872 tot 1877 was ze hoofdredactrice van het blad Bazar. Van 1883 tot 1889 werkte ze in een internationaal pedagogisch instituut voor jongens in Zürich. Onder haar eigen naam of de pseudoniemen Luminica of Freifrau von X publiceerde ze politieke essays, voornamelijk over de positie van de vrouw, zoals Die Lösung der sozialen Frage durch die Frau uit 1872. Daarnaast schreef ze ook verhalen, zoals Brasilianische Novellen uit 1890, en legenden, zoals Schweizersagen uit 1895. Ze kwam meermaals op voor de juridische en economische gelijkheid tussen mannen en vrouwen.

## Werken
- (de)  Die Lösung der sozialen Frage durch die Frau, 1872.
- (de)  Brasilianische Novellen, 1890.
- (de)  Schweizersagen, 1895.